# Кидыш (Башкортостан)
Киды́ш (баш. Ҡыйҙыш) — деревня в Учалинском районе Башкортостана России. Входит в Ахуновский сельсовет.

## География
Расстояние до:
- районного центра (Учалы): 32 км,
- центра сельсовета (Ахуново): 7 км,
- ближайшей железнодорожной станции (Учалы): 37 км.

## Население
| 2002 | 2009 | 2010 |
| ---- | ---- | ---- |
| 149  | ↘128 | ↘119 |

Национальный состав
Согласно переписи 2002 года, преобладающие национальности — татары (57 %), башкиры (35 %).